# Psammophylax tritaeniatus
Espèce
Synonymes
- Rhagerrhis tritaeniatus Günther, 1868

Statut de conservation UICN

 LC  : Préoccupation mineure
Psammophylax tritaeniatus est une espèce de serpents de la famille des Lamprophiidae. 

## Répartition
Cette espèce se rencontre :
- en République démocratique du Congo ;
- au Burundi ;
- au Rwanda ;
- au Malawi ;
- en Angola ;
- dans le sud de la Tanzanie ;
- en Zambie ;
- au Mozambique ;
- dans le nord-est de la Namibie ;
- dans le nord du Botswana ;
- au Zimbabwe ;
- dans le nord-est de l'Afrique du Sud.

## Liste des sous-espèces
Selon The Reptile Database (15 déc. 2011) :
- Psammophylax tritaeniatus subniger Laurent, 1956
- Psammophylax tritaeniatus tritaeniatus (Günther, 1868)
- Psammophylax tritaeniatus vanoyei Laurent, 1956

## Publications originales
- Günther, 1868 : Sixth account of new species of snakes in the collection of the British Museum. Annals and Magazine of Natural History, sér. 4, vol. 1, p. 413-429 (texte intégral).
- Laurent, 1956 : Notes herpétologiques africaines. Revue de Zoologie et de Botanique Africaines, Tervuren, vol. 53, p. 229-256.